# 뉴욕 블랙 양키스
뉴욕 블랙 양키스(New York Black Yankees)는 1931년 창단 1948년 해체된 뉴욕을 연고로 하던 니그로 리그 베이스볼 니그로 내셔널 리그의 팀이다. 사첼 페이지의 소속팀이었다.